# Escadron de formation des instructeurs pilotes 1/11 Roussillon
L'escadron de formation des instructeurs pilotes 1/11 Roussillon est une unité de formation de l'armée de l'air française faisait partie l'École de pilotage de l'Armée de l'air de Cognac. Elle est équipée de Pilatus PC-21.

## Historique

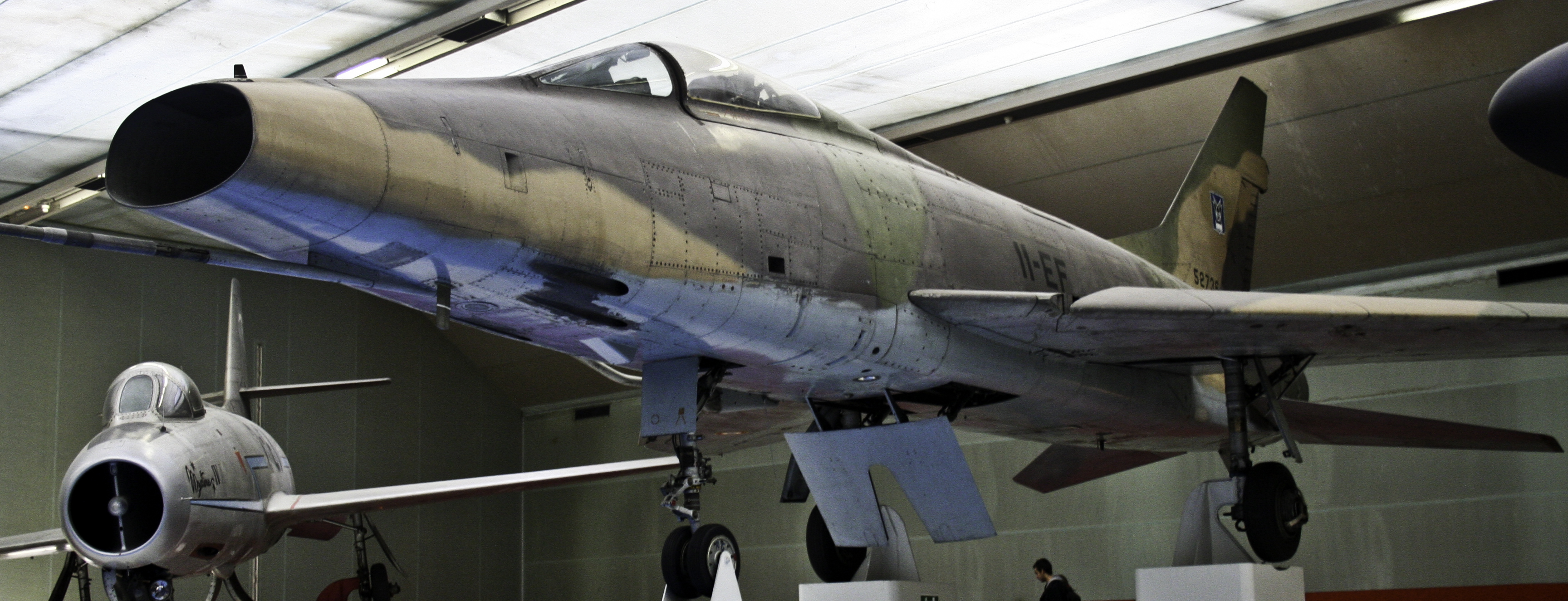
North American F-100D 11-EF du Musée de l'air du Bourget aux couleurs de l'EC 1/11 Roussillon

L'EC 1/11 Roussillon a été créé le 1er août 1952, en reprenant les traditions du Groupe de Chasse III/6 Roussillon qui avait été dissous la veille, à son retour d'Indochine. Il est successivement équipé de F-84G Thunderjet et de F-84F Thunderstreak, avant de passer sur North American F-100D/F Super Sabre à la fin des années 1950. Au milieu des années 1960, sa mission principale est la frappe nucléaire pré-stratégique mais redevient l'attaque conventionnelle en 1967.
En 1976, l'EC 1/11 Roussillon est équipé de SEPECAT Jaguar. Sa mission principale est l'attaque au sol à basse altitude et, en 1987, les avions peuvent emporter un missile air-sol AS-30L guidé par laser. Les déploiements en Afrique se poursuivent et les Jaguar s'illustrent notamment le 16 février 1986 lors d'un raid sur la piste libyenne de Ouadi-Doum au Tchad,. L'escadron est également engagé lors de la guerre du Golfe (1990-1991) puis en Bosnie-Herzégovine.

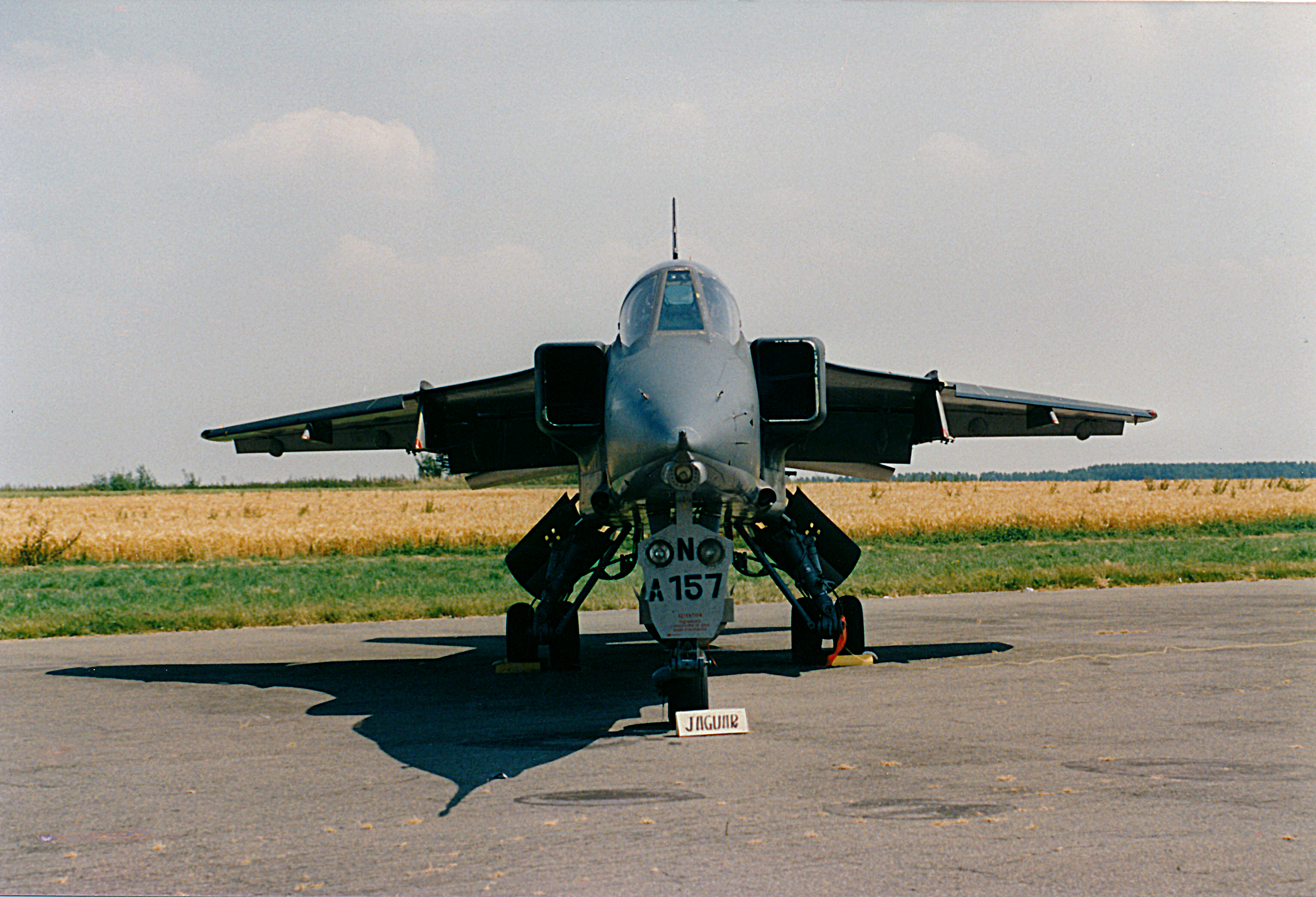
Jaguar N A 157 exposé au meeting aérien international des 24-25 Juin 1989 à Chièvres (Belgique).

L'EC 1/11 Roussillon est dissous en juillet 1994.
Les traditions du Roussillon sont reprises le 15 mai 2014 par l' EFIP 1/11 Roussillon (Escadron de Formation des Instructeurs Pilotes) de l'École de pilotage de l'Armée de l'air (EPAA) de Cognac. Elle est chargée d'assurer la formation pédagogique des moniteurs affectés à l'EPAA.

## Escadrilles
- GC III/6 Masque de Tragédie
- GC III/6 Masque de Comédie

## Bases
- Base aérienne 139 Lahr en Allemagne de l’Ouest (1952-1953)
- Base aérienne 116 Luxeuil-Saint Sauveur (1953-1961)
- Base aérienne 136 Bremgarten en Allemagne de l'Ouest (1961-1967)
- Base aérienne 136 Toul-Rosières (1967-1994)
- Base aérienne 709 Cognac-Châteaubernard (depuis 2014)

## Appareils
- F-84G Thunderjet (1952-1956)
- F-84F Thunderstreak (1956-1958)
- North American F-100D Super Sabre (1958-1976)
- SEPECAT Jaguar A (1976-1994)
- TB-30 Epsilon (2014-2019)
- Pilatus PC-21 (depuis 2019?)